# Kolozsvári Friss Újság
Kolozsvári Friss Újság – népszerű bulvárlap független politikai napilap jelleggel 1929-1935 között, 1934-től címe Friss Újság. Felelős szerkesztő Nagy József, szerkesztő Walter Gyula. Munkatárs: Gredinár Aurél.